# Lucifer Rising (Bobby Beausoleil)
| Recensione | Giudizio |
| ---------- | -------- |
| AllMusic   | [ 1 ]    |

Lucifer Rising è un album in studio del musicista statunitense Bobby Beausoleil and The Freedom Orchestra, pubblicato nel 1980. L'album contiene la colonna sonora del film omonimo diretto da Kenneth Anger.

## Descrizione
Il chitarrista dei Led Zeppelin, Jimmy Page, che si era occupato di scrivere parte della colonna sonora per il film che non venne però utilizzata, fa una breve apparizione nel film. Un barbuto Page tiene in mano una stele egizia mentre ammira un ritratto dell'occultista Aleister Crowley. La colonna sonora scartata da Anger, originariamente preparata da Jimmy Page, venne infine pubblicata nel 2012 con il titolo Lucifer Rising and Other Sound Tracks. Kenneth Anger ebbe un litigio ampiamente pubblicizzato con Jimmy Page a proposito della colonna sonora di Lucifer Rising. Anger dichiarò che Page ci aveva messo tre anni per ultimare la musica, e che il risultato finale era stato una cantilena di 25 minuti, inutilizzabile. Oltretutto, Anger accusò Page di "avere una relazione con la Bianca Signora" e di essere troppo dipendente e stordito dalla droga per riuscire a completare il lavoro. Page controbatté dicendo di avere adempiuto a tutti i suoi obblighi, addirittura prestando ad Anger i suoi attrezzi per il montaggio del film per aiutarlo a portare a termine il progetto. Il regista allora commissionò a Beausoleil la colonna sonora, che fu scritta e registrata in carcere. Anger si era rivolto a Page nel '73, e a Beausoleil nel '76. Questi impiegò altri 4 anni per comporre le musiche adeguate al film. La cui versione definitiva venne presentata nel 1980.
L'album è stato pubblicato in formato LP, in Canada, nel 1980, congiuntamente dalle etichette discografiche Lethal Records e Magick Theatre Productions. È stato poi ristampato in CDr dalla White Dog Music nel 1999 e in CD nel 2004 dalla Arcanum Records. Nel 2014 è stato ristampato in musicassetta dalla Virus Productions. Successive ristampe su CD o vinile sono invece opera delle etichette discografiche The Ajna Offensive e Rustblade.

## Tracce
Testi e musiche di Bobby Beausoleil.
1. Part I – 4:10
2. Part II – 5:57
3. Part III – 5:43
4. Part IV – 1:44
5. Part V – 15:44
6. Part VI – 10:14

Durata totale: 43:32

## Crediti

### Musicisti
- Bobby Beausoleil - chitarra elettrica, basso
- Clem Grogan - chitarra elettrica
- Richard Sutton - tastiere, chitarra, Fender Rhodes
- Andy Thurston - batteria
- Tim Wills - chitarra, Fender Rhodes

### Produzione
- Bobby Beausoleil - note interne, design etichetta, foto
- Kenneth Anger - note interne, foto
- Michael Moynihan - note interne (ristampa Arcanum 2005)
- Toby Dammit - art direction, design
- Page Wood - poster design